# 다키다니후도역
다키다니후도역(일본어: 滝谷不動駅)은 일본 오사카부 돈다바야시시에 위치한 긴키 닛폰 철도 나가노 선의 철도역이다. 역 번호는 O 21이며, 상대식 승강장 2면 2선의 구조를 갖춘 지상역이다.

## 타는 곳
| 1 | O 나가노 선 | 하행 | 가와치나가노 방면     |
| 2 | O 나가노 선 | 상행 | 오사카아베노바시 방면 |

## 이용 현황
- 2005년 11월 8일 : 7,397명
- 2008년 11월 18일 : 7,695명
- 2010년 11월 9일 : 7,204명
- 2012년 11월 13일 : 6,318명
- 2015년 11월 10일 : 6,600명

## 역 주변
- 다키다니 공원
- 국도 제170호선
- 이시 강
- 오사카 오타니 대학

## 인접 역
| 긴키 닛폰 철도 나가노 선   | 긴키 닛폰 철도 나가노 선 | 긴키 닛폰 철도 나가노 선         |
| -------------------------- | ------------------------ | -------------------------------- |
| O20 가와니시 후루이치 방면 | O 나가노 선              | 시오노미야 O22 가와치나가노 방면 |